# Llista de topònims de Querol
Llista de topònims (noms propis de lloc) del municipi de Querol, a l'Alt Camp
Informació actualitzada per un bot. Els canvis manuals es perdran quan s'actualitzi!

## cabana
| imatge | Nom                  | Ubicat a | instància de | Detalls | coordenades                                                                  | Protecció | Commons (més fotos)  | Dades a WD                    |
| ------ | -------------------- | -------- | ------------ | ------- | ---------------------------------------------------------------------------- | --------- | -------------------- | ----------------------------- |
|        | Casó del Benet       | Querol   | cabana       |         | 41° 25′ 41″ N, 1° 23′ 33″ E / 41.4280749318028°N,1.39258342261509°E          |           |                      | Modifica les dades a Wikidata |
|        | barraca del Vivó     | Querol   | cabana       |         | 41° 25′ 32″ N, 1° 26′ 18″ E / 41.4256440571665°N,1.43842964054496°E          |           |                      | Modifica les dades a Wikidata |
|        | cobert del Vivó      | Querol   | cabana       |         | 41° 27′ 06″ N, 1° 27′ 12″ E / 41.4516314173664°N,1.45322629330428°E          |           |                      | Modifica les dades a Wikidata |
|        | corral del Conillera | Querol   | cabana       |         | 41° 25′ 36″ N, 1° 24′ 10″ E / 41.4267400922572°N,1.40280054358567°E 555 msnm |           | Corral del Conillera | Modifica les dades a Wikidata |

## castell
| imatge | Nom                  | Ubicat a | instància de | Detalls                                          | coordenades | Protecció                                            | Commons (més fotos)          | Dades a WD                    |
| ------ | -------------------- | -------- | ------------ | ------------------------------------------------ | --- | ---------------------------------------------------- | ---------------------------- | ----------------------------- |
|        | Castell de Montagut  | Querol   | castell      |                                                  | 41° 24′ 24″ N, 1° 25′ 20″ E / 41.406667°N,1.422222°E ca:Al cim del turó de Montagut 963 msnm                                     | bé d'interès cultural bé cultural d'interès nacional | Castell de Montagut (Querol) | Modifica les dades a Wikidata |
|        | Castell de Pinyana   | Querol   | castell      | Estil: arquitectura romànica                     | 41° 24′ 25″ N, 1° 23′ 36″ E / 41.407078°N,1.393471°E ca:Carretera C-37, km 31,5; camí fins al castell 712 msnm                   | bé d'interès cultural bé cultural d'interès nacional | Castell de Pinyana           | Modifica les dades a Wikidata |
|        | castell de Querol    | Querol   | castell      | Estil: arquitectura romànica                     | 41° 25′ 25″ N, 1° 23′ 53″ E / 41.423557°N,1.397946°E ca:A la part més alta del nucli urbà 575 msnm                               | bé d'interès cultural bé cultural d'interès nacional | Castell de Querol            | Modifica les dades a Wikidata |
|        | castell de Saburella | Querol   | castell      | Estil: arquitectura romànica arquitectura gòtica | 41° 25′ 29″ N, 1° 21′ 47″ E / 41.4246°N,1.36312°E ca:A la dreta del riu Gaià, a l'extrem nord-oest del terme municipal. 685 msnm | bé d'interès cultural bé cultural d'interès nacional | Castell de Saburella         | Modifica les dades a Wikidata |

## collada
| imatge | Nom                 | Ubicat a                               | instància de | Detalls | coordenades                                                         | Protecció | Commons (més fotos) | Dades a WD                    |
| ------ | ------------------- | -------------------------------------- | ------------ | ------- | ------------------------------------------------------------------- | --------- | ------------------- | ----------------------------- |
|        | Coll de Camp        | Querol Santa Maria de Miralles Pontils | collada      |         | 41° 28′ 42″ N, 1° 28′ 37″ E / 41.47833333°N,1.47683611°E 704.2 msnm |           |                     | Modifica les dades a Wikidata |
|        | Coll de les Agulles | Querol Pontils                         | collada      |         | 41° 25′ 42″ N, 1° 21′ 20″ E / 41.4283°N,1.35561°E 764.8 msnm        |           |                     | Modifica les dades a Wikidata |

## cova
| imatge | Nom               | Ubicat a | instància de | Detalls | coordenades                                                         | Protecció | Commons (més fotos) | Dades a WD                    |
| ------ | ----------------- | -------- | ------------ | ------- | ------------------------------------------------------------------- | --------- | ------------------- | ----------------------------- |
|        | cova d'en Marcó   | Querol   | cova         |         | 41° 28′ 12″ N, 1° 28′ 46″ E / 41.4698673377261°N,1.47930613935197°E |           |                     | Modifica les dades a Wikidata |
|        | cova de Garrofet  | Querol   | cova         |         | 41° 22′ 58″ N, 1° 26′ 40″ E / 41.3827788027038°N,1.44440693492903°E |           |                     | Modifica les dades a Wikidata |
|        | cova del Diable   | Querol   | cova         |         | 41° 25′ 25″ N, 1° 22′ 09″ E / 41.4236813762376°N,1.36904551333035°E |           |                     | Modifica les dades a Wikidata |
|        | cova del Lluïsot  | Querol   | cova         |         | 41° 24′ 10″ N, 1° 21′ 28″ E / 41.402865746851°N,1.35763920407805°E  |           |                     | Modifica les dades a Wikidata |
|        | la Torre del Moro | Querol   | cova         |         | 41° 24′ 11″ N, 1° 29′ 12″ E / 41.4031565841577°N,1.48653327917355°E |           |                     | Modifica les dades a Wikidata |

## curs d'aigua
| imatge | Nom                 | Ubicat a                                                 | instància de | Detalls                                                 | coordenades | Protecció | Commons (més fotos) | Dades a WD                    |
| ------ | ------------------- | -------------------------------------------------------- | ------------ | ------------------------------------------------------- | --- | --------- | ------------------- | ----------------------------- |
|        | riera de Marmellar  | Alt Camp Baix Penedès Alt Penedès província de Tarragona | curs d'aigua | Desemboca: Foix Llarg: 25km                             | 41° 25′ 02″ N, 1° 26′ 29″ E / 41.417245°N,1.441446°E 41° 16′ 01″ N, 1° 38′ 01″ E / 41.26685°N,1.633496°E                        |           | Riera de Marmellar  | Modifica les dades a Wikidata |
|        | riu Gaià            | Conca de Barberà Alt Camp Tarragonès                     | curs d'aigua | Desemboca: mar Mediterrània Llarg: 59km Conca: 423.8km² | 41° 31′ 55″ N, 1° 23′ 15″ E / 41.531903°N,1.38742°E 41° 07′ 53″ N, 1° 22′ 03″ E / 41.131362°N,1.367462°E                        |           | Gaià River          | Modifica les dades a Wikidata |
|        | torrent de Romanill | Querol                                                   | curs d'aigua |                                                         | 41° 23′ 38″ N, 1° 27′ 13″ E / 41.393971°N,1.453689°E 41° 23′ 18″ N, 1° 28′ 06″ E / 41.388333333333°N,1.4683333333333°E 561 msnm |           |                     | Modifica les dades a Wikidata |

## entitat singular de població
| imatge | Nom         | Ubicat a | instància de                                   | Detalls | coordenades                                                   | Protecció                   | Commons (més fotos) | Dades a WD                    |
| ------ | ----------- | -------- | ---------------------------------------------- | ------- | ------------------------------------------------------------- | --------------------------- | ------------------- | ----------------------------- |
|        | Esblada     | Querol   | entitat singular de població                   | 18 hab  | 41° 26′ 39″ N, 1° 26′ 25″ E / 41.4443°N,1.4404°E 658 msnm     | bé cultural d'interès local | Esblada             | Modifica les dades a Wikidata |
|        | Querol      | Querol   | entitat singular de població capital municipal | 54 hab  | 41° 25′ 23″ N, 1° 23′ 49″ E / 41.42293°N,1.39684°E 574 msnm   |                             |                     | Modifica les dades a Wikidata |
|        | Valldossera | Querol   | entitat singular de població                   | 523 hab | 41° 24′ 02″ N, 1° 28′ 23″ E / 41.400663°N,1.473038°E 650 msnm |                             | Valldossera         | Modifica les dades a Wikidata |

## església
| imatge | Nom                        | Ubicat a | instància de | Detalls                      | coordenades                                                                                          | Protecció                                  | Commons (més fotos)        | Dades a WD                    |
| ------ | -------------------------- | -------- | ------------ | ---------------------------- | --- | ------------------------------------------ | -------------------------- | ----------------------------- |
|        | Sant Jaume d'Esblada       | Querol   | església     |                              | 41° 26′ 41″ N, 1° 26′ 25″ E / 41.444649°N,1.440377°E                                                 | bé cultural d'interès local                | Sant Jaume d'Esblada       | Modifica les dades a Wikidata |
|        | Sant Jaume de Montagut     | Querol   | església     | Estil: arquitectura gòtica   | 41° 24′ 35″ N, 1° 25′ 30″ E / 41.4097°N,1.42511°E ca:Al peu del cim de Montagut. Accés des de Querol | bé cultural d'interès nacional             | Sant Jaume de Montagut     | Modifica les dades a Wikidata |
|        | Sant Jaume de Valldecerves | Querol   | església     | Estil: arquitectura romànica | 41° 28′ 00″ N, 1° 29′ 07″ E / 41.4667°N,1.48528°E 598 msnm                                           | bé integrant del patrimoni cultural català | Sant Jaume de Valldecerves | Modifica les dades a Wikidata |
|        | Santa Maria de Querol      | Querol   | església     | Estil: arquitectura romànica | 41° 25′ 26″ N, 1° 23′ 57″ E / 41.42393°N,1.399287°E                                                  | bé cultural d'interès local                | Santa Maria de Querol      | Modifica les dades a Wikidata |
|        | Santa Maria de Valldossera | Querol   | església     | Estil: barroc                | 41° 24′ 02″ N, 1° 28′ 23″ E / 41.400636°N,1.472981°E                                                 | bé cultural d'interès local                | Santa Maria de Valldossera | Modifica les dades a Wikidata |

## font
| imatge | Nom                | Ubicat a | instància de | Detalls | coordenades                                                         | Protecció | Commons (més fotos) | Dades a WD                    |
| ------ | ------------------ | -------- | ------------ | ------- | ------------------------------------------------------------------- | --------- | ------------------- | ----------------------------- |
|        | font de Cal Mandil | Querol   | font         |         | 41° 25′ 26″ N, 1° 22′ 13″ E / 41.423913927673°N,1.3701651283097°E   |           |                     | Modifica les dades a Wikidata |
|        | font de Cal Pilot  | Querol   | font         |         | 41° 27′ 51″ N, 1° 27′ 26″ E / 41.4641132174596°N,1.45709667170492°E |           |                     | Modifica les dades a Wikidata |
|        | font de Garrofet   | Querol   | font         |         | 41° 23′ 11″ N, 1° 26′ 57″ E / 41.3864176004893°N,1.44906829018443°E |           |                     | Modifica les dades a Wikidata |
|        | font de Jovany     | Querol   | font         |         | 41° 25′ 18″ N, 1° 26′ 44″ E / 41.4215988397326°N,1.44567052012108°E |           |                     | Modifica les dades a Wikidata |
|        | font de Pinyana    | Querol   | font         |         | 41° 24′ 31″ N, 1° 22′ 53″ E / 41.4086261540582°N,1.38149383416258°E |           |                     | Modifica les dades a Wikidata |
|        | font de la Clota   | Querol   | font         |         | 41° 24′ 59″ N, 1° 26′ 13″ E / 41.4162913105388°N,1.4368589113818°E  |           |                     | Modifica les dades a Wikidata |
|        | font de la Tous    | Querol   | font         |         | 41° 25′ 34″ N, 1° 23′ 55″ E / 41.4261591395317°N,1.39859035687226°E |           |                     | Modifica les dades a Wikidata |
|        | font del Baró      | Querol   | font         |         | 41° 24′ 21″ N, 1° 22′ 19″ E / 41.4059526965022°N,1.37203726072764°E |           |                     | Modifica les dades a Wikidata |

## indret
| imatge | Nom                | Ubicat a       | instància de | Detalls | coordenades | Protecció | Commons (més fotos) | Dades a WD                    |
| ------ | ------------------ | -------------- | ------------ | ------- | ----------- | --------- | ------------------- | ----------------------------- |
|        | plana dels Avencs  | Pontons Querol | indret       |         |             |           |                     | Modifica les dades a Wikidata |
|        | planes de Ferreres | Pontons Querol | indret       |         |             |           |                     | Modifica les dades a Wikidata |

## masia
| imatge | Nom                          | Ubicat a | instància de | Detalls                                          | coordenades | Protecció                                  | Commons (més fotos)          | Dades a WD                    |
| ------ | ---------------------------- | -------- | ------------ | ------------------------------------------------ | --- | ------------------------------------------ | ---------------------------- | ----------------------------- |
|        | Albereda                     | Querol   | masia        |                                                  | 41° 26′ 05″ N, 1° 26′ 01″ E / 41.434785°N,1.433722°E                                                             |                                            |                              | Modifica les dades a Wikidata |
|        | Bonany                       | Querol   | masia        |                                                  | 41° 23′ 39″ N, 1° 28′ 08″ E / 41.3941586985957°N,1.46885976719831°E ca:Ctra. de Santes Creus a Pontons, km. 16,1 |                                            |                              | Modifica les dades a Wikidata |
|        | Ca l'Anyerigues              | Querol   | masia        |                                                  | 41° 23′ 11″ N, 1° 27′ 39″ E / 41.386431963361°N,1.460800379138°E                                                 |                                            |                              | Modifica les dades a Wikidata |
|        | Ca l'Esgarip                 | Querol   | masia        |                                                  | 41° 23′ 27″ N, 1° 26′ 07″ E / 41.3907687552474°N,1.43515019280549°E                                              |                                            |                              | Modifica les dades a Wikidata |
|        | Ca la Puça                   | Querol   | masia        |                                                  | 41° 23′ 58″ N, 1° 26′ 53″ E / 41.3993754271162°N,1.44813815705358°E                                              |                                            |                              | Modifica les dades a Wikidata |
|        | Cal Baldric                  | Querol   | masia        |                                                  | 41° 25′ 59″ N, 1° 22′ 51″ E / 41.433069854908°N,1.3807075820981°E                                                |                                            |                              | Modifica les dades a Wikidata |
|        | Cal Blanc                    | Querol   | masia        |                                                  | 41° 24′ 59″ N, 1° 27′ 46″ E / 41.4163090675043°N,1.46290725362043°E                                              |                                            |                              | Modifica les dades a Wikidata |
|        | Cal Bruno                    | Querol   | masia        |                                                  | 41° 27′ 57″ N, 1° 28′ 40″ E / 41.4658658884852°N,1.47777111665418°E                                              |                                            |                              | Modifica les dades a Wikidata |
|        | Cal Camadall Nou             | Querol   | masia        |                                                  | 41° 26′ 16″ N, 1° 23′ 20″ E / 41.437689409018°N,1.3889711800127°E                                                |                                            |                              | Modifica les dades a Wikidata |
|        | Cal Canyeta                  | Querol   | masia        |                                                  | 41° 25′ 29″ N, 1° 23′ 43″ E / 41.4247258340839°N,1.39527483608758°E                                              |                                            |                              | Modifica les dades a Wikidata |
|        | Cal Carrillo                 | Querol   | masia        |                                                  | 41° 24′ 32″ N, 1° 24′ 29″ E / 41.4088996070185°N,1.40819078660294°E                                              |                                            |                              | Modifica les dades a Wikidata |
|        | Cal Caselles                 | Querol   | masia        |                                                  | 41° 24′ 35″ N, 1° 25′ 42″ E / 41.4097076357139°N,1.42830681895529°E                                              |                                            |                              | Modifica les dades a Wikidata |
|        | Cal Castellà                 | Querol   | masia        |                                                  | 41° 25′ 02″ N, 1° 24′ 14″ E / 41.417180483159°N,1.4038367515359°E                                                |                                            |                              | Modifica les dades a Wikidata |
|        | Cal Cirera                   | Querol   | masia        |                                                  | 41° 23′ 30″ N, 1° 26′ 21″ E / 41.3916774413018°N,1.43905157578963°E                                              |                                            |                              | Modifica les dades a Wikidata |
|        | Cal Clapers                  | Querol   | masia        |                                                  | 41° 25′ 06″ N, 1° 28′ 24″ E / 41.418230999787°N,1.47330808028823°E                                               |                                            |                              | Modifica les dades a Wikidata |
|        | Cal Conquers                 | Querol   | masia        |                                                  | 41° 24′ 41″ N, 1° 23′ 01″ E / 41.4114651686642°N,1.38354106963028°E                                              |                                            |                              | Modifica les dades a Wikidata |
|        | Cal Cortei                   | Querol   | masia        |                                                  | 41° 27′ 52″ N, 1° 28′ 52″ E / 41.4645319087436°N,1.48110723832491°E                                              |                                            |                              | Modifica les dades a Wikidata |
|        | Cal Cosme                    | Querol   | masia        |                                                  | 41° 27′ 47″ N, 1° 28′ 24″ E / 41.463159443153°N,1.473355651523°E                                                 |                                            |                              | Modifica les dades a Wikidata |
|        | Cal Cucut                    | Querol   | masia        |                                                  | 41° 25′ 11″ N, 1° 28′ 10″ E / 41.4198475304438°N,1.46956072082643°E                                              |                                            |                              | Modifica les dades a Wikidata |
|        | Cal Faió                     | Querol   | masia        |                                                  | 41° 23′ 59″ N, 1° 23′ 06″ E / 41.3996685323731°N,1.38501775593143°E                                              |                                            |                              | Modifica les dades a Wikidata |
|        | Cal Fèlix                    | Querol   | masia        |                                                  | 41° 23′ 30″ N, 1° 27′ 13″ E / 41.391738312447°N,1.4534986963208°E                                                |                                            |                              | Modifica les dades a Wikidata |
|        | Cal Gomar                    | Querol   | masia        |                                                  | 41° 27′ 46″ N, 1° 28′ 06″ E / 41.4627850083845°N,1.4682400333331°E                                               |                                            |                              | Modifica les dades a Wikidata |
|        | Cal Gomà                     | Querol   | masia        |                                                  | 41° 27′ 44″ N, 1° 28′ 17″ E / 41.4621967531636°N,1.4714149877407°E                                               |                                            |                              | Modifica les dades a Wikidata |
|        | Cal Gravat                   | Querol   | masia        |                                                  | 41° 22′ 59″ N, 1° 28′ 20″ E / 41.3831514538544°N,1.47221553090565°E                                              |                                            |                              | Modifica les dades a Wikidata |
|        | Cal Guillem                  | Querol   | masia        |                                                  | 41° 26′ 12″ N, 1° 22′ 42″ E / 41.436637683152°N,1.3782250815669°E                                                |                                            |                              | Modifica les dades a Wikidata |
|        | Cal Guixó                    | Querol   | masia        |                                                  | 41° 24′ 39″ N, 1° 21′ 38″ E / 41.4107791693481°N,1.36052666730747°E                                              |                                            |                              | Modifica les dades a Wikidata |
|        | Cal Joan de la Costa         | Querol   | masia        |                                                  | 41° 24′ 13″ N, 1° 27′ 03″ E / 41.4034830901059°N,1.45083977213233°E                                              |                                            |                              | Modifica les dades a Wikidata |
|        | Cal Magí                     | Querol   | masia        |                                                  | 41° 23′ 45″ N, 1° 26′ 41″ E / 41.3957082209178°N,1.44470867844728°E                                              |                                            |                              | Modifica les dades a Wikidata |
|        | Cal Magí Sord                | Querol   | masia        |                                                  | 41° 27′ 40″ N, 1° 27′ 32″ E / 41.4611838989929°N,1.45896217727743°E                                              |                                            |                              | Modifica les dades a Wikidata |
|        | Cal Mandil                   | Querol   | masia        |                                                  | 41° 25′ 18″ N, 1° 22′ 00″ E / 41.4217002049386°N,1.36653429313136°E                                              |                                            |                              | Modifica les dades a Wikidata |
|        | Cal Matoses                  | Querol   | masia        |                                                  | 41° 27′ 27″ N, 1° 26′ 54″ E / 41.457420537046°N,1.4483471923863°E                                                |                                            |                              | Modifica les dades a Wikidata |
|        | Cal Maçó                     | Querol   | masia        |                                                  | 41° 26′ 28″ N, 1° 22′ 28″ E / 41.441088929165°N,1.3745232865805°E                                                |                                            |                              | Modifica les dades a Wikidata |
|        | Cal Mestre                   | Querol   | masia        |                                                  | 41° 23′ 28″ N, 1° 26′ 53″ E / 41.3911512678358°N,1.44809458425833°E                                              |                                            |                              | Modifica les dades a Wikidata |
|        | Cal Màxim                    | Querol   | masia        |                                                  | 41° 26′ 04″ N, 1° 24′ 56″ E / 41.4345742507694°N,1.41567836291405°E                                              |                                            |                              | Modifica les dades a Wikidata |
|        | Cal Pardaltes                | Querol   | masia        |                                                  | 41° 24′ 22″ N, 1° 26′ 37″ E / 41.406016035818°N,1.4435893618393°E                                                |                                            |                              | Modifica les dades a Wikidata |
|        | Cal Pau de la Rasa           | Querol   | masia        |                                                  | 41° 23′ 37″ N, 1° 28′ 00″ E / 41.3935990912312°N,1.46674379295998°E                                              |                                            |                              | Modifica les dades a Wikidata |
|        | Cal Peret Gomar              | Querol   | masia        |                                                  | 41° 27′ 53″ N, 1° 29′ 03″ E / 41.4648348864883°N,1.48427337941591°E                                              |                                            |                              | Modifica les dades a Wikidata |
|        | Cal Pijoan                   | Querol   | masia        |                                                  | 41° 25′ 15″ N, 1° 23′ 45″ E / 41.4208425978541°N,1.39583714164113°E                                              |                                            |                              | Modifica les dades a Wikidata |
|        | Cal Pilot                    | Querol   | masia        |                                                  | 41° 24′ 41″ N, 1° 25′ 58″ E / 41.4112723784°N,1.4326959240501°E                                                  |                                            |                              | Modifica les dades a Wikidata |
|        | Cal Ratat                    | Querol   | masia        |                                                  | 41° 23′ 46″ N, 1° 24′ 04″ E / 41.3961181637816°N,1.40102667854522°E                                              |                                            |                              | Modifica les dades a Wikidata |
|        | Cal Regalat                  | Querol   | masia        |                                                  | 41° 24′ 41″ N, 1° 22′ 44″ E / 41.411426843136°N,1.3788524211452°E                                                |                                            |                              | Modifica les dades a Wikidata |
|        | Cal Requesens                | Querol   | masia        |                                                  | 41° 23′ 53″ N, 1° 23′ 28″ E / 41.398088849073°N,1.3911459300384°E                                                |                                            |                              | Modifica les dades a Wikidata |
|        | Cal Rosic                    | Querol   | masia        |                                                  | 41° 24′ 55″ N, 1° 21′ 39″ E / 41.4152948942097°N,1.3607481182542°E                                               |                                            |                              | Modifica les dades a Wikidata |
|        | Cal Rovira                   | Querol   | masia        |                                                  | 41° 24′ 34″ N, 1° 24′ 55″ E / 41.4093206921088°N,1.41520345084983°E                                              |                                            |                              | Modifica les dades a Wikidata |
|        | Cal Tronc                    | Querol   | masia        |                                                  | 41° 24′ 57″ N, 1° 22′ 31″ E / 41.415878154928°N,1.375152156003°E                                                 |                                            |                              | Modifica les dades a Wikidata |
|        | Cal Tòfol                    | Querol   | masia        |                                                  | 41° 23′ 34″ N, 1° 26′ 48″ E / 41.3927009127288°N,1.44678984312416°E                                              |                                            |                              | Modifica les dades a Wikidata |
|        | Can Bages                    | Querol   | masia        |                                                  | 41° 24′ 22″ N, 1° 28′ 20″ E / 41.4061127493452°N,1.47235959360517°E                                              |                                            |                              | Modifica les dades a Wikidata |
|        | Can Llenes                   | Querol   | masia        |                                                  | 41° 23′ 57″ N, 1° 26′ 42″ E / 41.3992432373914°N,1.44501914027416°E                                              |                                            |                              | Modifica les dades a Wikidata |
|        | Casa Gran                    | Querol   | masia        | Estil: arquitectura romànica arquitectura gòtica | 41° 24′ 29″ N, 1° 28′ 07″ E / 41.407968°N,1.468503°E ca:Ctra. Santes Creus - Vilafranca 642 msnm                 | bé integrant del patrimoni cultural català | La Casa Gran de Valldossera  | Modifica les dades a Wikidata |
|        | Casa Nova de Garrofet        | Querol   | masia        |                                                  | 41° 23′ 16″ N, 1° 26′ 41″ E / 41.3877533837753°N,1.44459930545087°E                                              |                                            |                              | Modifica les dades a Wikidata |
|        | Casa de la Font              | Querol   | masia        |                                                  | 41° 25′ 45″ N, 1° 25′ 40″ E / 41.4292897729713°N,1.42769090727892°E                                              |                                            |                              | Modifica les dades a Wikidata |
|        | Cassany                      | Querol   | masia        |                                                  | 41° 23′ 47″ N, 1° 27′ 55″ E / 41.396400579723°N,1.4653498390162°E                                                |                                            |                              | Modifica les dades a Wikidata |
|        | Formigosa                    | Querol   | masia        |                                                  | 41° 25′ 13″ N, 1° 26′ 29″ E / 41.4203533034202°N,1.44148813008793°E                                              |                                            |                              | Modifica les dades a Wikidata |
|        | Garrofet                     | Querol   | masia        |                                                  | 41° 23′ 14″ N, 1° 27′ 09″ E / 41.387220108582°N,1.4524097924753°E                                                |                                            |                              | Modifica les dades a Wikidata |
|        | Hostalet del Lladre          | Querol   | masia        |                                                  | 41° 26′ 43″ N, 1° 27′ 53″ E / 41.4453471310341°N,1.46485556576084°E                                              |                                            |                              | Modifica les dades a Wikidata |
|        | Mas Biosca                   | Querol   | masia        |                                                  | 41° 24′ 02″ N, 1° 22′ 10″ E / 41.400486964633°N,1.3695545043069°E                                                |                                            |                              | Modifica les dades a Wikidata |
|        | Mas Boixanc                  | Querol   | masia        |                                                  | 41° 25′ 02″ N, 1° 23′ 06″ E / 41.4171345330082°N,1.38509958295198°E                                              |                                            |                              | Modifica les dades a Wikidata |
|        | Mas Gener                    | Querol   | masia        |                                                  | 41° 25′ 32″ N, 1° 28′ 09″ E / 41.4256°N,1.469176°E 757 msnm                                                      |                                            | Mas Gener                    | Modifica les dades a Wikidata |
|        | Mas Pla                      | Querol   | masia        |                                                  | 41° 23′ 50″ N, 1° 27′ 25″ E / 41.397189034251°N,1.4569580110744°E                                                |                                            |                              | Modifica les dades a Wikidata |
|        | Mas Querassó                 | Querol   | masia        |                                                  | 41° 25′ 15″ N, 1° 23′ 37″ E / 41.4208203837435°N,1.39360000323697°E                                              |                                            |                              | Modifica les dades a Wikidata |
|        | Mas Rossell                  | Querol   | masia        |                                                  | 41° 24′ 10″ N, 1° 25′ 21″ E / 41.4028444777021°N,1.42240702248496°E                                              |                                            |                              | Modifica les dades a Wikidata |
|        | Mas Ventós                   | Querol   | masia        |                                                  | 41° 23′ 13″ N, 1° 26′ 09″ E / 41.3869662934447°N,1.43570783091577°E                                              |                                            |                              | Modifica les dades a Wikidata |
|        | Mas Vermell                  | Querol   | masia        |                                                  | 41° 25′ 22″ N, 1° 27′ 54″ E / 41.4227665986502°N,1.46488501285819°E                                              |                                            |                              | Modifica les dades a Wikidata |
|        | Mas d'en Bosc                | Querol   | masia        |                                                  | 41° 23′ 00″ N, 1° 27′ 12″ E / 41.3833052120306°N,1.45338784398539°E                                              |                                            |                              | Modifica les dades a Wikidata |
|        | Mas de Pava                  | Querol   | masia        |                                                  | 41° 25′ 48″ N, 1° 22′ 03″ E / 41.4300537857315°N,1.36744984585797°E                                              |                                            |                              | Modifica les dades a Wikidata |
|        | Mas de l'Alzina              | Querol   | masia        |                                                  | 41° 24′ 32″ N, 1° 25′ 18″ E / 41.4088238900037°N,1.42165218300443°E                                              |                                            |                              | Modifica les dades a Wikidata |
|        | Mas de l'Aranya              | Querol   | masia        |                                                  | 41° 25′ 17″ N, 1° 25′ 29″ E / 41.421307°N,1.424717°E 807 msnm                                                    |                                            | Mas de l'Aranya              | Modifica les dades a Wikidata |
|        | Mas de les Esplugues         | Querol   | masia        |                                                  | 41° 28′ 15″ N, 1° 28′ 48″ E / 41.470766°N,1.480109°E                                                             | bé integrant del patrimoni cultural català | Les Esplugues (Querol)       | Modifica les dades a Wikidata |
|        | Masia d'Estanella            | Querol   | masia        |                                                  | 41° 27′ 34″ N, 1° 28′ 42″ E / 41.4594320708087°N,1.47824488722033°E 642 msnm                                     |                                            | Masia d'Estanella            | Modifica les dades a Wikidata |
|        | Masia de l'Esteve            | Querol   | masia        |                                                  | 41° 24′ 46″ N, 1° 24′ 21″ E / 41.4128849625509°N,1.40589195491732°E                                              |                                            |                              | Modifica les dades a Wikidata |
|        | Pinyana                      | Querol   | masia        |                                                  | 41° 24′ 32″ N, 1° 23′ 14″ E / 41.408843352798°N,1.3872913972959°E                                                |                                            |                              | Modifica les dades a Wikidata |
|        | Saborella                    | Querol   | masia        |                                                  | 41° 25′ 33″ N, 1° 21′ 41″ E / 41.4258619361458°N,1.36149950707416°E                                              |                                            |                              | Modifica les dades a Wikidata |
|        | Salústria                    | Querol   | masia        |                                                  | 41° 25′ 29″ N, 1° 28′ 30″ E / 41.4246318049581°N,1.47509677994292°E                                              |                                            |                              | Modifica les dades a Wikidata |
|        | Sol i Vent                   | Querol   | masia        |                                                  | 41° 24′ 50″ N, 1° 27′ 45″ E / 41.4138618579649°N,1.46243849854343°E                                              |                                            |                              | Modifica les dades a Wikidata |
|        | Usac                         | Querol   | masia        |                                                  | 41° 25′ 49″ N, 1° 25′ 00″ E / 41.4303458349187°N,1.41669076318722°E                                              |                                            |                              | Modifica les dades a Wikidata |
|        | Valldecerves                 | Querol   | masia        |                                                  | 41° 27′ 59″ N, 1° 29′ 07″ E / 41.466422°N,1.4853°E 598 msnm                                                      | bé integrant del patrimoni cultural català | Valldecerves                 | Modifica les dades a Wikidata |
|        | Valldeserves                 | Querol   | masia        |                                                  | 41° 27′ 58″ N, 1° 28′ 56″ E / 41.4660880864598°N,1.48231627342917°E                                              |                                            |                              | Modifica les dades a Wikidata |
|        | el Corralet                  | Querol   | masia        |                                                  | 41° 27′ 16″ N, 1° 27′ 58″ E / 41.4544865264169°N,1.46599293823664°E                                              |                                            |                              | Modifica les dades a Wikidata |
|        | el Gassó                     | Querol   | masia        |                                                  | 41° 24′ 20″ N, 1° 28′ 33″ E / 41.405547976958°N,1.4759015989819°E                                                |                                            |                              | Modifica les dades a Wikidata |
|        | l'Abadieta                   | Querol   | masia        |                                                  | 41° 24′ 06″ N, 1° 28′ 20″ E / 41.4015890480542°N,1.47220238151997°E                                              |                                            |                              | Modifica les dades a Wikidata |
|        | l'Arboçar                    | Querol   | masia        |                                                  | 41° 22′ 25″ N, 1° 25′ 22″ E / 41.3736467666127°N,1.42267040693966°E                                              |                                            |                              | Modifica les dades a Wikidata |
|        | l'Arengada                   | Querol   | masia        |                                                  | 41° 27′ 53″ N, 1° 28′ 02″ E / 41.4647155794434°N,1.46711689699265°E                                              |                                            |                              | Modifica les dades a Wikidata |
|        | la Casa Blanca               | Querol   | masia        |                                                  | 41° 24′ 03″ N, 1° 27′ 50″ E / 41.4007227956209°N,1.46396848472149°E                                              |                                            |                              | Modifica les dades a Wikidata |
|        | la Casa Nova de Bonany       | Querol   | masia        |                                                  | 41° 23′ 34″ N, 1° 27′ 25″ E / 41.39268690506°N,1.4570645068728°E                                                 |                                            |                              | Modifica les dades a Wikidata |
|        | la Casanova                  | Querol   | masia        |                                                  | 41° 24′ 29″ N, 1° 22′ 36″ E / 41.408071516665°N,1.37665026808316°E                                               |                                            |                              | Modifica les dades a Wikidata |
|        | la Collada                   | Querol   | masia        |                                                  | 41° 25′ 36″ N, 1° 25′ 48″ E / 41.426546740389°N,1.4299351269781°E                                                |                                            |                              | Modifica les dades a Wikidata |
|        | la Costa                     | Querol   | masia        |                                                  | 41° 25′ 20″ N, 1° 27′ 17″ E / 41.4223239772214°N,1.45469993494383°E                                              |                                            |                              | Modifica les dades a Wikidata |
|        | la Costa de Baix             | Querol   | masia        |                                                  | 41° 25′ 27″ N, 1° 27′ 23″ E / 41.424201730577°N,1.4563185280105°E                                                |                                            |                              | Modifica les dades a Wikidata |
|        | la Costa de Dalt             | Querol   | masia        |                                                  | 41° 25′ 33″ N, 1° 27′ 23″ E / 41.425723076126°N,1.45629473186354°E                                               |                                            |                              | Modifica les dades a Wikidata |
|        | la Figuera                   | Querol   | masia        |                                                  | 41° 24′ 16″ N, 1° 27′ 14″ E / 41.4043722920634°N,1.45400087303674°E                                              |                                            |                              | Modifica les dades a Wikidata |
|        | la Galcerana                 | Querol   | masia        |                                                  | 41° 24′ 29″ N, 1° 27′ 11″ E / 41.408105866915°N,1.45300308938238°E 657 msnm                                      |                                            | La Galcerana                 | Modifica les dades a Wikidata |
|        | la Rovira Seca               | Querol   | masia        |                                                  | 41° 26′ 58″ N, 1° 27′ 29″ E / 41.449445571957°N,1.458114413013°E                                                 |                                            |                              | Modifica les dades a Wikidata |
|        | la Serra                     | Querol   | masia        |                                                  | 41° 25′ 07″ N, 1° 26′ 03″ E / 41.4184790725402°N,1.43413806310402°E                                              |                                            |                              | Modifica les dades a Wikidata |
|        | la Torreta                   | Querol   | masia        |                                                  | 41° 25′ 32″ N, 1° 25′ 22″ E / 41.425548129849°N,1.4227789854671°E                                                |                                            |                              | Modifica les dades a Wikidata |
|        | la Torrica                   | Querol   | masia        |                                                  | 41° 23′ 58″ N, 1° 28′ 49″ E / 41.3995442284445°N,1.48034881551998°E 697 msnm                                     |                                            | La Torrica                   | Modifica les dades a Wikidata |
|        | les Cases Noves de Formigosa | Querol   | masia        | Estat: ruïnós                                    | 41° 25′ 02″ N, 1° 26′ 24″ E / 41.417222°N,1.440075°E 866 msnm                                                    |                                            | Les Cases Noves de Formigosa | Modifica les dades a Wikidata |
|        | les Cases de Romanill        | Querol   | masia        |                                                  | 41° 23′ 38″ N, 1° 26′ 46″ E / 41.3938080806698°N,1.4460697259667°E                                               |                                            |                              | Modifica les dades a Wikidata |
|        | les Deveses                  | Querol   | masia        |                                                  | 41° 23′ 01″ N, 1° 25′ 39″ E / 41.3836216294119°N,1.42755992118838°E                                              |                                            |                              | Modifica les dades a Wikidata |
|        | les Esplugues                | Querol   | masia        |                                                  | 41° 28′ 14″ N, 1° 28′ 49″ E / 41.470457954297°N,1.4803695776415°E                                                |                                            |                              | Modifica les dades a Wikidata |

## molí d'aigua
| imatge | Nom                       | Ubicat a | instància de | Detalls | coordenades                                                                                         | Protecció                                  | Commons (més fotos)       | Dades a WD                    |
| ------ | ------------------------- | -------- | ------------ | ------- | --------------------------------------------------------------------------------------------------- | ------------------------------------------ | ------------------------- | ----------------------------- |
|        | El Molinet de Valldossera | Querol   | molí d'aigua |         | 41° 23′ 50″ N, 1° 28′ 27″ E / 41.397308°N,1.474031°E                                                | bé integrant del patrimoni cultural català | El Molinet de Valldossera | Modifica les dades a Wikidata |
|        | El Molinot                | Querol   | molí d'aigua |         | 41° 23′ 51″ N, 1° 22′ 07″ E / 41.397555°N,1.368561°E                                                | bé integrant del patrimoni cultural català |                           | Modifica les dades a Wikidata |
|        | Molins de la Casa Nova    | Querol   | molí d'aigua |         | 41° 23′ 20″ N, 1° 28′ 06″ E / 41.3889356004009°N,1.46826471989007°E                                 |                                            |                           | Modifica les dades a Wikidata |
|        | Molí de Baix              | Querol   | molí d'aigua |         | 41° 23′ 20″ N, 1° 28′ 06″ E / 41.388789°N,1.468335°E                                                | bé integrant del patrimoni cultural català |                           | Modifica les dades a Wikidata |
|        | Molí de Bonany            | Querol   | molí d'aigua |         | 41° 23′ 35″ N, 1° 28′ 13″ E / 41.393168°N,1.470296°E                                                | bé integrant del patrimoni cultural català |                           | Modifica les dades a Wikidata |
|        | Molí de Dalt              | Querol   | molí d'aigua |         | 41° 23′ 20″ N, 1° 28′ 07″ E / 41.388901°N,1.468504°E                                                | bé integrant del patrimoni cultural català |                           | Modifica les dades a Wikidata |
|        | Molí de Querol            | Querol   | molí d'aigua |         | 41° 25′ 30″ N, 1° 23′ 34″ E / 41.424889°N,1.39265°E                                                 | bé integrant del patrimoni cultural català |                           | Modifica les dades a Wikidata |
|        | Molí del Conillera        | Querol   | molí d'aigua |         | 41° 26′ 01″ N, 1° 24′ 20″ E / 41.433551°N,1.40557°E                                                 | bé integrant del patrimoni cultural català |                           | Modifica les dades a Wikidata |
|        | Molí del Rector           | Querol   | molí d'aigua |         | 41° 26′ 22″ N, 1° 24′ 56″ E / 41.439499°N,1.415565°E ca:Ctra. C-37, km 37,2, entre Esblada i Querol | bé integrant del patrimoni cultural català |                           | Modifica les dades a Wikidata |

## muntanya
| imatge | Nom                   | Ubicat a                           | instància de | Detalls | coordenades                                                            | Protecció | Commons (més fotos) | Dades a WD                    |
| ------ | --------------------- | ---------------------------------- | ------------ | ------- | ---------------------------------------------------------------------- | --------- | ------------------- | ----------------------------- |
|        | Montagut              | Querol                             | muntanya     |         | 41° 24′ 25″ N, 1° 25′ 20″ E / 41.4068776962°N,1.42226158803°E 963 msnm |           | Montagut (Querol)   | Modifica les dades a Wikidata |
|        | Puig Jugador          | Querol Pontons                     | muntanya     |         | 41° 24′ 06″ N, 1° 29′ 27″ E / 41.4018°N,1.49089°E 806.1 msnm           |           |                     | Modifica les dades a Wikidata |
|        | Puig d'en Rovira      | Querol                             | muntanya     |         | 41° 24′ 42″ N, 1° 24′ 45″ E / 41.41160278°N,1.4124°E 904.2 msnm        |           |                     | Modifica les dades a Wikidata |
|        | Puig de Formigosa     | Querol                             | muntanya     |         | 41° 25′ 18″ N, 1° 26′ 31″ E / 41.42171944°N,1.44196111°E 990 msnm      |           | Puig de Formigosa   | Modifica les dades a Wikidata |
|        | Puig de Solanes       | la Llacuna Pontons Querol          | muntanya     |         | 41° 26′ 09″ N, 1° 29′ 45″ E / 41.4359°N,1.49579°E 914 msnm             |           |                     | Modifica les dades a Wikidata |
|        | Puig de Tonell        | Querol                             | muntanya     |         | 41° 25′ 05″ N, 1° 22′ 41″ E / 41.41817333°N,1.37817222°E 628 msnm      |           |                     | Modifica les dades a Wikidata |
|        | Puig de les Basses    | Querol                             | muntanya     |         | 41° 24′ 06″ N, 1° 24′ 13″ E / 41.40166972°N,1.40353056°E 884.6 msnm    |           |                     | Modifica les dades a Wikidata |
|        | Puig de les Marietes  | Querol                             | muntanya     |         | 41° 23′ 10″ N, 1° 26′ 17″ E / 41.3861°N,1.43806°E 815.3 msnm           |           |                     | Modifica les dades a Wikidata |
|        | Rocacorba             | Querol                             | muntanya     |         | 41° 25′ 25″ N, 1° 24′ 18″ E / 41.42362778°N,1.40503611°E 680 msnm      |           |                     | Modifica les dades a Wikidata |
|        | Serrat del Coix       | Aiguamúrcia Querol                 | muntanya     |         | 41° 23′ 05″ N, 1° 27′ 41″ E / 41.3846°N,1.46146°E 710.4 msnm           |           |                     | Modifica les dades a Wikidata |
|        | Serrat del Conillera  | Querol                             | muntanya     |         | 41° 26′ 13″ N, 1° 22′ 18″ E / 41.43690556°N,1.37170278°E 808.3 msnm    |           |                     | Modifica les dades a Wikidata |
|        | Turó de Mas d'en Bosc | Aiguamúrcia Querol                 | muntanya     |         | 41° 22′ 43″ N, 1° 26′ 54″ E / 41.3787°N,1.44824°E 851.1 msnm           |           |                     | Modifica les dades a Wikidata |
|        | Turó de la Torrica    | Querol                             | muntanya     |         | 41° 23′ 57″ N, 1° 28′ 49″ E / 41.39923611°N,1.48016667°E 691.4 msnm    |           |                     | Modifica les dades a Wikidata |
|        | la Tossa              | Querol                             | muntanya     |         | 41° 26′ 24″ N, 1° 25′ 58″ E / 41.44010556°N,1.43281389°E 765.5 msnm    |           |                     | Modifica les dades a Wikidata |
|        | les Agulles           | el Pont d'Armentera Pontils Querol | muntanya     |         | 41° 25′ 41″ N, 1° 21′ 06″ E / 41.4281°N,1.3517°E 828.9 msnm            |           |                     | Modifica les dades a Wikidata |

## nucli de població
| imatge | Nom                  | Ubicat a           | instància de                                           | Detalls                     | coordenades                                                                  | Protecció | Commons (més fotos) | Dades a WD                    |
| ------ | -------------------- | ------------------ | ------------------------------------------------------ | --------------------------- | ---------------------------------------------------------------------------- | --------- | ------------------- | ----------------------------- |
|        | Bonany               | Querol Valldossera | nucli de població nucli d'entitat singular de població | 20 hab                      | 41° 23′ 37″ N, 1° 27′ 51″ E / 41.393683334552°N,1.4642176472273°E 616 msnm   |           |                     | Modifica les dades a Wikidata |
|        | Can Llenes           | Querol Valldossera | nucli de població nucli d'entitat singular de població | 73 hab                      | 41° 23′ 55″ N, 1° 26′ 28″ E / 41.398575°N,1.441216°E 660 msnm                |           |                     | Modifica les dades a Wikidata |
|        | el Mas Gassons       | Querol Valldossera | nucli de població nucli d'entitat singular de població | 71 hab                      | 41° 24′ 52″ N, 1° 28′ 28″ E / 41.414536434096°N,1.4744949570555°E 689 msnm   |           |                     | Modifica les dades a Wikidata |
|        | el Mas Vermell       | Querol Valldossera | nucli de població nucli d'entitat singular de població | 169 hab                     | 41° 25′ 08″ N, 1° 27′ 36″ E / 41.418847302057°N,1.4600350947737°E 711 msnm   |           |                     | Modifica les dades a Wikidata |
|        | els Ranxos de Bonany | Querol Valldossera | nucli de població nucli d'entitat singular de població | 159 hab                     | 41° 24′ 04″ N, 1° 27′ 20″ E / 41.4009959754399°N,1.45544465255179°E 673 msnm |           |                     | Modifica les dades a Wikidata |
|        | l'Arboçar            | Querol Valldossera | nucli de població nucli d'entitat singular de població | 6 hab Anomenat per: arbocer | 41° 22′ 32″ N, 1° 25′ 31″ E / 41.375494°N,1.425331°E 575 msnm                |           |                     | Modifica les dades a Wikidata |

## pont
| imatge | Nom                   | Ubicat a | instància de | Detalls        | coordenades                                                         | Protecció | Commons (més fotos) | Dades a WD                    |
| ------ | --------------------- | -------- | ------------ | -------------- | ------------------------------------------------------------------- | --------- | ------------------- | ----------------------------- |
|        | Pont de Cal Bruno     | Querol   | pont         | Hi passa: C-37 | 41° 27′ 56″ N, 1° 28′ 36″ E / 41.4656625325616°N,1.47669816554875°E |           |                     | Modifica les dades a Wikidata |
|        | Pont del Requesens    | Querol   | pont         | Hi passa: C-37 | 41° 25′ 41″ N, 1° 24′ 21″ E / 41.4281430227617°N,1.40588969166359°E |           |                     | Modifica les dades a Wikidata |
|        | Pont dels Gatets      | Querol   | pont         | Hi passa: C-37 | 41° 23′ 49″ N, 1° 22′ 17″ E / 41.396853816306°N,1.37128351216051°E  |           |                     | Modifica les dades a Wikidata |
|        | Pont dels Quatre Ulls | Querol   | pont         | Hi passa: C-37 | 41° 26′ 03″ N, 1° 24′ 31″ E / 41.4342138588417°N,1.40849393636816°E |           |                     | Modifica les dades a Wikidata |

## serra
| imatge | Nom                  | Ubicat a          | instància de | Detalls | coordenades                                                         | Protecció | Commons (més fotos) | Dades a WD                    |
| ------ | -------------------- | ----------------- | ------------ | ------- | ------------------------------------------------------------------- | --------- | ------------------- | ----------------------------- |
|        | Serra de la Savinosa | Querol Pontils    | serra        |         | 41° 28′ 23″ N, 1° 27′ 55″ E / 41.473°N,1.46538°E 851.8 msnm         |           |                     | Modifica les dades a Wikidata |
|        | Serrat del Camadall  | Querol Pontils    | serra        |         | 41° 26′ 48″ N, 1° 22′ 46″ E / 41.44675278°N,1.37948333°E 851.7 msnm |           |                     | Modifica les dades a Wikidata |
|        | Serrat del Cavallar  | Querol Pontils    | serra        |         | 41° 26′ 39″ N, 1° 24′ 56″ E / 41.44418333°N,1.41553056°E 739.9 msnm |           |                     | Modifica les dades a Wikidata |
|        | les Roques           | Querol            | serra        |         | 41° 23′ 56″ N, 1° 22′ 56″ E / 41.3988°N,1.38219°E 647.1 msnm        |           |                     | Modifica les dades a Wikidata |
|        | serra Alta           | la Llacuna Querol | serra        |         | 41° 26′ 51″ N, 1° 28′ 20″ E / 41.44742778°N,1.47220278°E 767.9 msnm |           |                     | Modifica les dades a Wikidata |

## Misc
| imatge | Nom                              | Ubicat a | instància de      | Detalls                                                               | coordenades                                                                          | Protecció                                  | Commons (més fotos)                      | Dades a WD                    |
| ------ | -------------------------------- | -------- | ----------------- | --------------------------------------------------------------------- | ------------------------------------------------------------------------------------ | ------------------------------------------ | ---------------------------------------- | ----------------------------- |
|        | Albereda                         | Querol   | assentament humà  |                                                                       |                                                                                      |                                            |                                          | Modifica les dades a Wikidata |
|        | Centre històric de Querol        | Querol   | centre històric   |                                                                       | 41° 25′ 23″ N, 1° 23′ 49″ E / 41.422937°N,1.397045°E 544 msnm                        | bé cultural d'interès local                | Centre històric de Querol                | Modifica les dades a Wikidata |
|        | Forn de calç de l'Arboçar        | Querol   | forn de calç      | Estil: arquitectura popular                                           |                                                                                      | bé integrant del patrimoni cultural català |                                          | Modifica les dades a Wikidata |
|        | Llac de Formigosa                | Querol   | llac              |                                                                       | 41° 24′ 55″ N, 1° 26′ 23″ E / 41.4154099063727°N,1.43960812933773°E 851 msnm         |                                            | Llac de Formigosa                        | Modifica les dades a Wikidata |
|        | Montagut                         | Querol   | vèrtex geodèsic   | Alt: 1.2m                                                             | 41° 24′ 25″ N, 1° 25′ 20″ E / 41.406867°N,1.422271°E 963.518 msnm                    |                                            |                                          | Modifica les dades a Wikidata |
|        | alzina de la Casa Nova de Bonany | Querol   | arbre singular    | Taxon: alzina (Quercus ilex) Ample: 22.5m Alt: 13.5m Perímetre: 3.95m | 41° 23′ 37″ N, 1° 27′ 45″ E / 41.39372°N,1.46258°E 634 msnm                          | arbre monumental                           | Alzina de la Casa Nova de Bonany         | Modifica les dades a Wikidata |
|        | casa consistorial de Querol      | Querol   | casa consistorial |                                                                       | 41° 25′ 22″ N, 1° 23′ 50″ E / 41.4227016°N,1.3972108°E                               |                                            |                                          | Modifica les dades a Wikidata |
|        | dolmen de Valldossera            | Querol   | dolmen            |                                                                       | 41° 23′ 46″ N, 1° 27′ 23″ E / 41.3961889286335°N,1.45632403677309°E                  |                                            |                                          | Modifica les dades a Wikidata |
|        | el Pou de Montagut               | Querol   | edifici           | Estil: arquitectura popular                                           |                                                                                      | bé integrant del patrimoni cultural català |                                          | Modifica les dades a Wikidata |
|        | esteles funeràries al cementiri  | Querol   | estela            |                                                                       | 41° 25′ 25″ N, 1° 23′ 58″ E / 41.423747°N,1.399438°E ca:cementiri de Querol 563 msnm | bé integrant del patrimoni cultural català | Esteles funeràries al cementiri (Querol) | Modifica les dades a Wikidata |